# Kuzmica
Kuzmica (1900-ig Orljavica) falu Horvátországban, Pozsega-Szlavónia megyében. Közigazgatásilag Pleterniceszentmiklóshoz tartozik.

## Fekvése
Pozsegától légvonalban 5, közúton 6 km-re keletre, községközpontjától 6 km-re északnyugatra, a Pozsegai-medencében, a Pozsegáról Pleterniceszentmiklósra vezető út mentén, Dervišaga és Srednje Selo között, az Orljava jobb partján fekszik.

## Története
A „Krčevine” régészeti lelőhely leletei szerint itt már a történelem előtti időkben is emberi település volt. Ugyanitt középkori leleteket is találtak. A falut eredetileg Orljavcinak, illetve Orljavacnak hívták, melyet arról az Orljava folyóról kapott amely mellett fekszik. A 20. század elején azonban nevét templomának védőszentje után megváltoztatták, a falu templomát ugyanis Szent Kozma és Damján vértanúk tiszteletére szentelték. 
A település már a középkorban is létezett. Csánki Dezső bizonytalanul az 1500-ban „Oryawa” néven említett településsel azonosítja, mely Podversa várának tartozéka volt. Több hasonló nevű birtok, köztük egy vár és mezőváros is szerepel a középkori okiratokban. Ezidáig nem sikerült hitelt érdemlően azonosítani egyik középkori településsel sem.
Középkori családjai a 18.-19. századra kihaltak, vagy elvándoroltak. A török uralom idején katolikus és muzulmán hitre tért horvátok lakták. A török kiűzése során a muzulmán lakosság Boszniába távozott. Helyükre Likából, a Tengermellékről és a Hegyvidékről, majd később Boszniából érkezett katolikus horvátok települtek. 1698-ban „Orlyavczi” néven 5 portával szerepel a török uralom alól felszabadított szlavóniai települések összeírásában. A 18. században 5-8 ház állt a településen. Ekkor építették fel Szent Kozma és Damján vértanúk tiszteletére szentelt katolikus templomát.
Az első katonai felmérés térképén „Dorf Orlyavacz” néven található. Lipszky János 1808-ban Budán kiadott repertóriumában „Orljavacz” néven szerepel. Nagy Lajos 1829-ben kiadott művében „Orljavacz” néven 46 házzal, 329 katolikus és 52 ortodox vallású lakossal találjuk. Orljavica a 19. században uradalmi központként a Kušević család birtoka volt, akiknek szép parkkal övezett kastélyuk is állt a településen. Itt volt Svetozar Kušević ügyvédnek és országgyűlési képviselőnek és Szerém vármegye főispánjának a sírboltja. Amikor 1894-ben megépült a Pleternica-Pozsega vasútvonal Kuzmica közelében létesítették annak egyik, Blacko-Jakšić nevű vasútállomását.
A településnek 1857-ben 57, 1910-ben 185 lakosa volt. 1910-ben a népszámlálás adatai szerint lakosságának 88%-a horvát, 4%-a olasz, 3-3%-a magyar és szerb, 2%-a cseh anyanyelvű volt. Pozsega vármegye Pozsegai járásának része volt. 1912-ben az Orljaván vízművet építettek, melyhez Pozsegáról csatornát vezettek. Az első világháború után 1918-ban az új szerb-horvát-szlovén állam, majd később (1929-ben) Jugoszlávia része lett. A két világháború között itt élt az Agának is nevezett Ivan Samrdžija nagyvállalkozó, akinek üzlete és malma is volt a településen. 1991-ben lakosságának 96%-a horvát nemzetiségű volt. A településnek 2011-ben 198 lakosa volt. A faluban idősotthon, kultúrház, önkéntes tűzoltóegylet működik.

## Lakossága
| Lakosság változása | Lakosság változása | Lakosság változása | Lakosság változása | Lakosság változása | Lakosság változása | Lakosság változása | Lakosság változása | Lakosság változása | Lakosság változása | Lakosság változása | Lakosság változása | Lakosság változása | Lakosság változása | Lakosság változása | Lakosság változása |
| ------------------ | ------------------ | ------------------ | ------------------ | ------------------ | ------------------ | ------------------ | ------------------ | ------------------ | ------------------ | ------------------ | ------------------ | ------------------ | ------------------ | ------------------ | ------------------ |
| 1857               | 1869               | 1880               | 1890               | 1900               | 1910               | 1921               | 1931               | 1948               | 1953               | 1961               | 1971               | 1981               | 1991               | 2001               | 2011               |
| 57                 | 84                 | 94                 | 127                | 124                | 149                | 163                | 165                | 173                | 175                | 267                | 526                | 566                | 533                | 525                | 454                |

## Nevezetességei
- Szent Kozma és Damján vértanúk tiszteletére szentelt római katolikus templomát[9] a 18. században építették barokk stílusban. 1968-ban teljesen megújították. A barokk templomból maradtak fenn a kórus faragott padjai (17. század második fele) és egy templomi füstölő. Mai formájában egyhajós, barokk épület, melynek alaprajza latin keresztet formáz. Apszisa sokszögű. A homlokzat egyszerűen kidolgozott és lizénák tagolják. A magas attika fölött barokk sisakkal ellátott harangtorony emelkedik. Az ablakok téglalap alakúak, melyek mély nyílásokban helyezkednek el, félköríves áthidalással.
- A Kušević-kúria[10] valószínűleg a 18. században épült, bár stílusjegyei inkább a 19. századra utalnak. Egykori tulajdonosa Svetozar Kušević 1847 és 1906 között a Horvát Néppárt színeiben Pozsega városának országgyűlési képviselője volt. Az épületen többféle építészeti megoldás látható. Az épület alapvetően barokk stílusú a klasszicista stílus jegyeivel. Barokk stílusban megtervezett egyik fele a csehsüveg boltozatos központi részhez csatlakozó csarnokkal és egy szűk folyosóról nyíló kisebb helyiségekkel. A másik részben a központi termet és oldalhelyiségeit találjuk a homlokzati részen szögletes kiugrásokkal, melyek a 19. századi átépítésekor kerültek kialakításra. Az épület régebbi részein kulcslyuk alakú puskalőréseket találunk. Az uradalmat 1767-ben vásárolta meg Ljudevit Hranilović pozsega megyei jegyző. Ugyanez a zsumberki származású család Pozsegán értékes barokk-klasszicista kastélyt épített.
- A kuzmicai „Munjara” vizierőművet 1912. október 6-án helyezték üzembe. Ez abban az időben rendkívül fontos gazdasági és társadalmi esemény volt mind Pozsega városának, mind a Pozsegai-medence települései számára. Az erőmű működését egy 200 lóerős dízelaggregátor és egy 3560 lóerős viziturbina biztosította, melyek egy 155 és egy 295 kilowattos generátorral voltak felszerelve. A hálózatba hat transzformátorállomást építettek 8-60 kilowattos kapacitással. 1929-ben az erőművet egy további 350 lóerős dízelaggregátorral erősítették meg. Az erőmű megépítésével biztosították Pozsega városának villamos energiával történő ellátását, melyet elsősorban a világításhoz használtak fel. 1944-ben az erőművet teljesen megsemmisítették, de 1946-ban újjáépítették. Ugyanebben az évben megépült a Kuzmicát Pleternicával összekötő távvezeték. Az erőmű működése 1966-ban szűnt meg.

## Oktatás
A településen a pleternicai elemi iskola területi iskolája működik.